# Ляшко, Олег Валерьевич
Оле́г Вале́рьевич Ляшко́ (укр. Олег Валерійович Ляшко; род. 3 декабря 1972 года, Чернигов, Украинская ССР, СССР) — украинский политический деятель, Народный депутат Украины V, VI, VII и VIII созывов с 25 мая 2006 по 29 августа 2019 года. Лидер Радикальной партии Олега Ляшко. Военнослужащий ВСУ с 2022 года.

## Ранние годы
Родился 3 декабря 1972 года в Чернигове. Когда Ляшко было два года, его родители расстались, после чего мать отдала сына в детский дом.
Ляшко учился в трёх школах-интернатах: Яблунивской, Комаровской и Борзнянской, подрабатывал пастухом, к матери приезжал на каникулах.
После получения среднего образования пошёл в техникум учиться на тракториста.
Пытался поступить на дневное отделение факультета журналистики Киевского национального университета, но не смог набрать необходимого количества баллов.
В конце 1980-х годов Ляшко увлёкся журналистикой и писал статьи в Борзнянской районной газете «Комуністична праця», а затем в 1990 году по рекомендации черниговского корреспондента Украинского радио Анатолия Туркени начал стажироваться на «Радио Свобода».
1990—1992 — корреспондент, газета «Молодая гвардия», Киев.
1992—1995 — редактор газеты «Коммерческие вести» Министерства внешнеэкономических связей Украины.
1995—1996 — редактор приложения «Политика» газеты «Правда Украины».
В 1998 году получил диплом юридического факультета Харьковского государственного педагогического университета имени Г. Сковороды.

## Политическая карьера

### Ранние годы
Участвовал в парламентских выборах 1998 года, однако снялся до конца волеизъявления.
2000—2006 — главный редактор газеты «Свобода» (ЗАО «Редакция газеты „Политика“»).
Во время парламентских выборов 2002 года Ляшко как самовыдвиженец занял третье место (12 %) в одномандатном округе № 217.
2006—2007 — народный депутат Украины V созыва от Блока Юлии Тимошенко (№ 26 в избирательном списке). Глава подкомитета по вопросам организации работы Верховной Рады Комитета ВР по вопросам регламента, депутатской этики и обеспечения деятельности ВР.
С ноября 2007 года — народный депутат Украины VI созыва от того же блока (№ 29 в списке). С июля 2009 года — заместитель председателя Комитета ВР по вопросам бюджета. Глава Временной следственной комиссии ВР по расследованию фактов нарушения законодательства в сфере имущественных, земельных и других вопросов городским головой Харькова Михаилом Добкиным и секретарём Харьковского городского совета Геннадием Кернесом.
28 октября 2012 года на парламентских выборах Олег Ляшко победил по 208 мажоритарному округу и стал народным депутатом Украины VII созыва.

### Политический кризис 2013—2014 годов на Украине
Активный участник Евромайдана. 25 февраля 2014 года заявил о своём участии в досрочных выборах президента в 2014 году. 5 марта 2014 года на внеочередном съезде Радикальной партии выдвинули Олега Ляшко кандидатом в президенты.

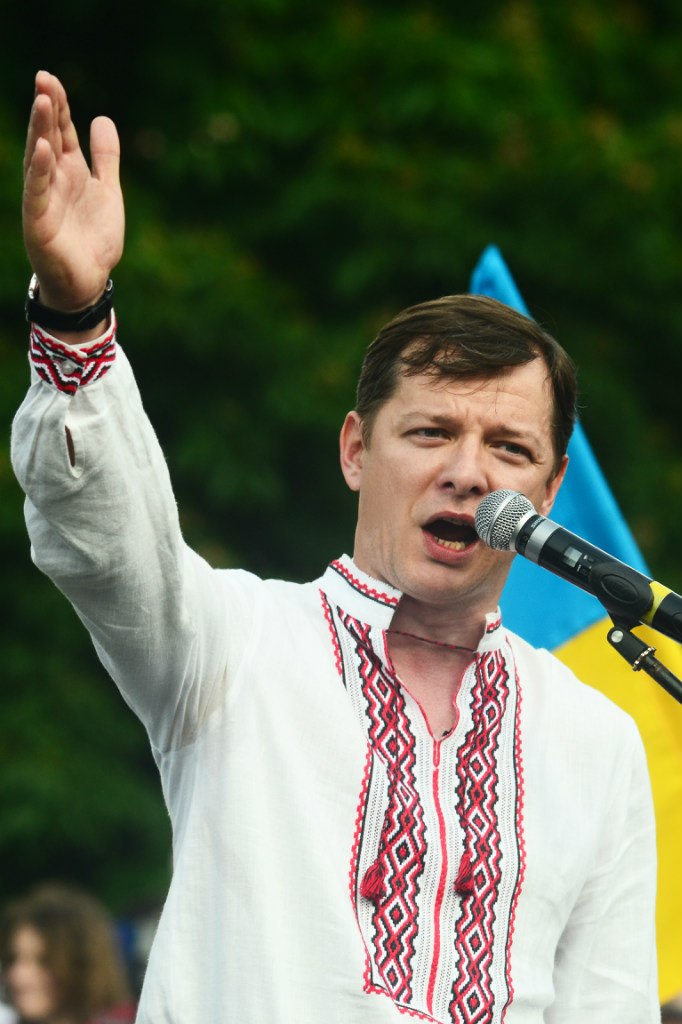
Выступление Олега Ляшко во Львове 23 мая 2014 года

8 марта 2014 года посетил Крым, но был заблокирован на выходе из аэропорта сепаратистами во главе с Арменом Мартояном.
В ночь с 9 на 10 марта 2014 года задержал депутата Луганского областного совета Арсена Клинчаева. Процесс сопровождался избиениями и видеосъёмкой.
17 марта 2014 года внёс законопроект, в котором предлагалось считать участников «сепаратистских митингов за присоединение к России», а также тех, кто препятствует движению военных и военной техники, — изменниками и пособниками оккупантов. На время «военной агрессии» к изменникам, диверсантам, убийцам, мародёрам, дезертирам и шпионам предлагается применять смертную казнь. Законопроект предусматривает разрыв дипломатических отношений и введение визового режима с Россией, денонсирование соглашений, запрет КПУ и Партии регионов, призыв к ЕС запретить въезд жителей Крыма с российскими паспортами и другие мероприятия.
Командир полка «Азов» А. Билецкий отмечал, что Ляшко «был одним из лоббистов создания» и вооружения «со складов» их добровольческого батальона, созданного в начале мая 2014 года. С 6 мая 2014 года О. Ляшко участвовал в мариупольских столкновениях, перед этим записав видеообращение к украинцам. 11 мая 2014 появились сообщения о том, что Ляшко задержан сепаратистами Донбасса. Позднее эта информация была опровергнута.
23 мая 2014 года предположительно участники батальона Ляшко напали на здание городского совета в Торезе, где находились сторонники Донецкой Народной Республики, и убили как минимум двух человек.
25 мая 2014 года занял 3-е место по итогам президентских выборов, набрав 8,32 % голосов избирателей.

### Президентство Порошенко
11 июля 2014 года зарегистрировал в Верховной Раде законопроект, запрещающий въезд на Украину 518 деятелям культуры — гражданам России, которые «поддержали военную агрессию России против Украины».
10 ноября 2014 года ЦИК Украины официально утвердила результаты выборов в парламент 8 созыва. Радикальная партия Олега Ляшко прошла по спискам, набрав 7,44 % голосов.
13 ноября 2014 года Олег Ляшко сделал заявление о том, что Радикальная партия откажется войти в коалицию, если Украина заключит договор на поставку угля с Россией, тем самым, по мнению Ляшко, поддержав агрессора.
С 21 мая 2016 года вместе с журналисткой Еленой Кирик начал вести еженедельную программу «Правда Ляшко» на телеканале «NewsOne». В ней политик занимается анализом ключевых событий прошедшей недели вместе со зрителями, также обещаются звонки друзьям (первым из которых стал премьер-министр Владимир Гройсман). В июле программы была закрыта по инициативе телеканала, Ляшко связывал это с политическим давлением.
1 ноября 2018 года были введены российские санкции против 322 граждан Украины, включая Олега Ляшко.

### Президентство Зеленского
21 января 2019 года Радикальная партия выдвинула Олега Ляшко кандидатом в президенты Украины. По итогам первого тура занял седьмое место, получив 5,48 % (1 036 003 голосов). Во втором туре не поддержал ни Владимира Зеленского, ни Петра Порошенко.
После фиаско Радикальной партии на внеочередных выборах в Верховную Раду (4.01 %) в 2019 году Ляшко остался вне парламента. Однако в 2020 году у него появился шанс туда вернуться в качестве депутата-мажоритарщика, переизбравшись по 208 избирательному округу на Черниговщине. Основным конкурентом Ляшко был кандидат от партии «Слуга народа» Анатолий Гунько. Выборы состоялись 25 октября 2020 года, а 9 ноября стали известны окончательные результаты голосования: за Гунько — 34,1 %, за Ляшко — 31,78 %. Таким образом, победителем выборов был объявлен Анатолий Гунько. В октябре 2021 года Ляшко выразил желание баллотироваться в Раду по 206 округу Черниговской области на место умершего депутата Антона Полякова; выборы назначены на март 2022 года.
В конце апреля 2022 года Ляшко заявил о том, что отправляется в ряды Вооружённых сил Украины. В качестве лейтенанта проходил воинскую службу в 63-й отдельной механизированной бригаде, где в октябре 2024 г. был назначен на пост командира батальона беспилотных систем.

## Семья
Мать — Любовь Павловна Ляшко (род. 21 июня 1953).
Жена со 2 июня 2018 года — Росита Александровна Ляшко (дев. Сайранен; род. 28 октября 1970), с 1998 по 2018 год жили в фактическом браке. Росита — агент по недвижимости, до знакомства с Олегом работала администратором зала игровых автоматов.
Падчерица — Владислава Олеговна Ляшко, ранее Владислава Витальевна Горбенко (род. 2002).
Сын — Александр (род. 17 мая 2020).
Сестра — Виктория, брат — Сергей проживают в Луганской области.
В прессе ошибочно утверждалось, что сестрой Олега Ляшко является Виктория Шилова, ранее бывшая его заместителем в Радикальной партии; в 2015 году Шилова опровергла заявления о родстве с политиком.

## Уголовное преследование

### Россия
10 сентября 2015 года Следственный комитет Российской Федерации возбудил уголовное дело против председателя фракции Радикальной партии в Верховной Раде Олега Ляшко и бойцов полка Национальной гвардии «Азов» по подозрению в похищении жителя города Мариуполя Дмитрия Чайковского (Донецкая область), совершённого 17 сентября 2014 года. Уголовное дело возбуждено по признакам преступлений, предусмотренных пп. «а», «в» ч.2 ст.126, пп. «д», «е» ч.2 ст.117, ч.1 ст.356 Уголовного кодекса России (похищение человека, истязание, применение запрещённых средств и методов ведения войны).
2 октября 2023 Росфинмониторинг включил Олега Ляшко в перечень террористов и экстремистов.

### Украина
Ляшко имел три судимости.
21 июня 1993 года он был задержан по подозрению в «хищении государственного имущества». 9 декабря 1994 года судебная коллегия по уголовным делам Киевского городского суда вынесла приговор, в котором признала Ляшко, который до задержания работал главным редактором газеты «Коммерческие вести», виновным в совершении преступлений, предусмотренных ст. ст. 86-1, 191, 194 ч. 3 УК Украины. Суд признал Ляшко виновным в «хищении государственного имущества на сумму 1 млн 300 тыс. карбованцев и коллективного — на сумму 1 млн 100 тыс. карбованцев», и осудил на 6 лет тюремного заключения с конфискацией имущества. Наказание Ляшко отбывал в Изяславской колонии № 31. Через полгода Верховный суд сократил срок заключения до 4 лет. На свободу Ляшко вышел в мае 1995 года по амнистии в связи с 50-летием Победы, в 1998 году Варвинским районным судом Черниговской области судимость была досрочно снята, но в 1999 году Черниговский областной суд это решение отменил.
В 2001 году за материалы в газете «Свобода» о вице-премьере Василии Дурдинце, которые суд признал клеветой, Ляшко был приговорён к двум годам условно.
15 июля 2016 года Генеральная прокуратура Украины возбудила уголовное дело в отношении Олега Ляшко за угрозы в адрес прокурора Черниговской области Виктора Носенко. Расследование началось по ч.1 ст.343 и ч.1 ст.345 УК Украины (угроза насилием и влияние на работника правоохранительного органа с целью помешать выполнению им служебных обязанностей). Согласно видеозаписи, опубликованной членом Радикальной партии Андреем Лозовым, Ляшко требовал от Носенка уйти в отставку, угрожая его посадить в тюрьму за фальсификации дел.
24 апреля 2017 года директор Национального антикоррупционного бюро Украины Артём Сытник сообщил, что Специализированная антикоррупционная прокуратура Украины открыла уголовное производство о возможном незаконном обогащении лидера Радикальной партии Олега Ляшко.

## Сотрудничество с Ринатом Ахметовым
В 2016 году Радио «Свобода» в своём спецрасследовании зафиксировало факты тайных встреч Олега Ляшко и Рината Ахметова.
В феврале 2018 года бывший директор одного из мариупольских предприятий, входящих в группу компаний «Метинвест», Юрий Зинченко возглавил исполнительный комитет Радикальной партии Олега Ляшко.
Медиа Группа Украина Рината Ахметова, в особенности его общенациональный телеканал активно пиарили Олега Ляшко во второй половине 2010-х годов и начале 2020-х. Пиар политика продолжился и после парламентских выборов 2019 года, на которых Радикальная партия не смогла пройти в парламент, вдобавок ещё и расширившись (политик стал завсегдатаем на запущенном в декабре 2019 года новом информационном телеканале Украина 24).

## Скандалы и критика

### Политические взгляды
Ляшко позиционирует себя как оппозиционного радикального политика, однако ведущий программы «Шустер Live» Савик Шустер заявил, что Олег Ляшко в эфире «Шустер Live» неоднократно подавался по приглашению администрации президента Виктора Януковича (которую возглавлял Сергей Лёвочкин).
Как отмечает главред украинского издания «Левый берег» О. Базар (июль 2014), Ляшко считается представителем неформальной группы влияния Фирташа и Лёвочкина. Отмечали, что в задачу Ляшко входило размывание протестного оппозиционного поля.
На заседании Согласительного совета Верховной рады Украины от 14 ноября 2016 года Ляшко выразил недовольство отказом ЕС ратифицировать Соглашение об ассоциации Украины с Евросоюзом, а также критически отнёсся к текущей позиции ЕС по установлению безвизового режима с Украиной и открытию зоны свободной торговли. Он также выступил против попыток отменить мораторий на вывоз леса-кругляка из Украины.

### Нарушение прав человека
Международная правозащитная организации Amnesty International заявила о том, что по её мнению, действия Олега Ляшко и его вооружённых сторонников, включающие похищения и жестокое обращение с людьми, являются вопиющим нарушением международно-правовых норм, в которых чётко указано, что только уполномоченные власти могут проводить аресты и задерживать людей. Также организация фиксировала уязвимость обычных людей со стороны коррумпированных чиновников, а также то, что украинские власти не расследуют должным образом нарушения прав человека и не привлекают нарушителей к ответственности. По мнению организации, при учёте чрезвычайных обстоятельств, с которыми столкнулась Украина, то, что виновные продолжают пользоваться безнаказанностью, ещё больше подрывает принцип верховенства закона.

### Имидж
Заместитель губернатора Днепропетровской области Борис Филатов неоднократно жёстко и нецензурно критиковал Ляшко за его деятельность во время вооружённого конфликта на Востоке Украины.
За склонность к скандалам и эпатажному поведению Ляшко неоднократно называли «украинским Жириновским». Одним из «коронных» слов Ляшко стало слово «скотыняка» (укр. скотиняка), появлявшееся в пародиях на политика.

### Видео-скандал
5 октября 2010 года в Интернете появилось видео 1993 года, где Ляшко рассказывает следователю прокуратуры про свою гомосексуальную связь с высокопоставленным чиновником, которого он называет «Боря», после уговоров и обещаний помочь по службе.
Сам Ляшко опроверг достоверность записи в письменном заявлении, назвав её «фальшивкой», сфабрикованной благодаря «техническому прогрессу» и «чудесам» монтажа. В пресс-службе Генпрокуратуры Украины подтвердили, что Ляшко обратился к ним с заявлением. Ляшко лично принёс в ГПУ заявление, в котором просит проверить достоверность видеофрагментов, а также объяснить, каким образом они попали в СМИ. Высказывались мнения, включая самого Ляшко, что ход видео дали Александр Турчинов и Андрей Кожемякин, как и регионалы.
Следователь Олег Матвеев, который вёл допрос Ляшко на видео, подтвердил факт видеозаписи, но отказался сообщить, кто такой «Боря»:
Это видео было в материалах следствия. Тогда в отношении Ляшко Олега Валерьевича прокуратурой Киева расследовалось уголовное дело о мошенничестве в особо крупных размерах. Он получил 5 лет, отбыл меньше половины и освобождён условно-досрочно.

На вопрос: «Каким образом ориентация Ляшко относилась к предмету расследования?», Олег Матвеев ответил: «У Ляшко судимость погашена и разглашать какие-то факты некорректно. Не предполагаю, кто это мог сделать. Тогда дело расследовалось как обычное рядовое».

### Скандалы с несовершеннолетними
В январе 2012 года 16-летний Вадим Терещенко из организации защиты сексуальных меньшинств обвинил Ляшко в изнасиловании. 15 июля 2012 года была пресечена попытка вывоза Олегом Ляшко в Турцию двух воспитанников ялтинского интерната 12 и 14 лет. 13 мая 2014 года стало известно, что по этому факту в Крыму начата доследственная проверка.

### Конфликт с Коломойским
Олег Ляшко и Игорь Коломойский неоднократно обменивались взаимными обвинениями. После выхода на телеканале 1+1 очередного сюжета, посвящённого Олегу Ляшко, политик обвинил Коломойского в доведении его мамы до предынфарктного состояния, обозвал его «пархатой мордой» (грубый намёк на еврейское происхождение Коломойского) и угрожал убить его, если с ней что-то случится. В сюжете говорилось о махинации с землёй, в результате которой земельные участки в пригороде Киева получила его мама, кум и трое членов его семьи.
В июле 2014 года в сети было выложена аудиозапись разговора, где якобы Коломойский требует организовать травлю Ляшко в подконтрольных ему СМИ, в октябре в записи подобного формата он даёт указание генеральному директору холдинга «1+1» Александру Ткаченко изменить текст новости о новой песне футбольных фанатов, говоря о том, что эта новая песня посвящена не Путину, а Ляшко.

### Драки
14 ноября 2016 года на заседании Согласительного совета Верховной рады Украины Олег Ляшко выступил с речью по поводу проблем установления безвизового режима с ЕС, создания зоны свободной торговли и вывоза леса из Закарпатья, назвав последнее намерением ЕС «превратить Украину в сырьевой придаток». В ходе своей речи он обвинил депутатов из «Оппозиционного блока» в том, что они не организуют встречи с металлургами и шахтёрами, а больше «ездят за инструкциями в Россию». В ответ на это лидер партии Юрий Бойко вскочил с места и несколько раз ударил Ляшко. После того, как дравшихся разняли, Ляшко продолжил своё выступление, но затем снова грубо высказался в адрес членов «Оппозиционного блока», назвав их «недобитками Януковича», после чего Бойко снова ударил Ляшко. По факту драки было возбуждено уголовное дело по части 2 статьи 346 Уголовного кодекса Украины («Угроза или насилие относительно государственного или общественного деятеля»).
6 ноября 2019 года в VIP-терминале аэропорта «Борисполь» между Олегом Ляшко и депутатом фракции «Слуга народа» и представителем президента Украины в кабинете министров Андреем Герусом произошёл конфликт. Изначально бывший нардеп спросил нынешнего об импорте электроэнергии из России, после чего ткнул в него пальцем. По итогу завязавшейся потасовки Ляшко вцепился в рубашку своего оппонента и порвал её, в дальнейшем оппоненты обменялись обвинениями: радикал обвинил Геруса в импорте российской электроэнергии, а слуга народа посчитал Ляшко лоббистом интересов предпринимателя Рината Ахметова в закупке угля по формуле «Роттердам+».
13 ноября Ляшко был вызван в генпрокуратуру для вручения подозрения по делу о драке («угроза или насилие в отношении государственного деятеля», по ч.2 ст. 346 УК предусмотрено наказание в виде лишения свободы на срок от 4 до 7 лет), которое получил 19 ноября. Сам Ляшко отмечал, что «никакой драки с Герусом не было, никаких повреждений там не было .. была дискуссия», а также выразил подозрение в фальсификации судебно-медицинской экспертизы и фальсификации доказательств в производстве из-за противоречивших друг другу заявлений Геруса и отсутствием у него несколько дней каких-либо претензий. 19 ноября суд отпустил политика на поруки нардепам от ЕС и Батькивщина Виктории Сюмар и Леониду Волынцу, также Ляшко хотели взять на поруки нардеп от «Батькивщины» Валентин Наливайченко и бывшие нардепы Виталий Куприй и Андрей Лозовой.

## Музыкальная деятельность
Одним из хобби Олега Ляшко является музыка: он нередко поёт в караоке и записывает на видео исполнение. Среди опубликованных в Интернете песен, которые он исполнял — «Третье сентября» (оригинальный исполнитель — Михаил Шуфутинский), «Хрещатик», «Москва» (исполнитель — «Ленинград»), «Журавли» (исполнение на вечере памяти Марка Бернеса) и «День Победы» (концерт 7 мая 2011 года в РДК, Белокуракино, Луганская область) и другие.
В 2020 году вышел клип на песню «Не відступай», ставший гимном Радикальной партии Олега Ляшко.

## Награды
- Наградное оружие — пистолет-пулемёт MP5 K A4 (28 апреля 2015), пистолет Colt M1911 (26 августа 2015)[111].